# (368704) Roelgathier
(368704) Roelgathier est un astéroïde de la ceinture principale.

## Description
(368704) Roelgathier est un astéroïde de la ceinture principale. Il fut découvert le 21 septembre 2005 à Uccle par Thierry Pauwels. Il présente une orbite caractérisée par un demi-grand axe de 2,56 UA, une excentricité de 0,18 et une inclinaison de 14,5° par rapport à l'écliptique.